# 黄寨镇 (商水县)
黄寨镇，是中华人民共和国河南省周口市商水县下辖的一个乡镇级行政单位。

## 行政区划
黄寨镇下辖以下地区：
黄寨村、焦芦埠口村、程王营村、后王营村、后胡村、周腰庄村、陆老家村、曾楼村、赵草楼村、张寨村、宋营村、赵营村、勾营村、半坡村、杨营村、闫先店村、吕墓坟村、童岗村、刘井村、小集村、谢庄村、王潭村、前赵寨村和王老村。